# Achilles Bischoff

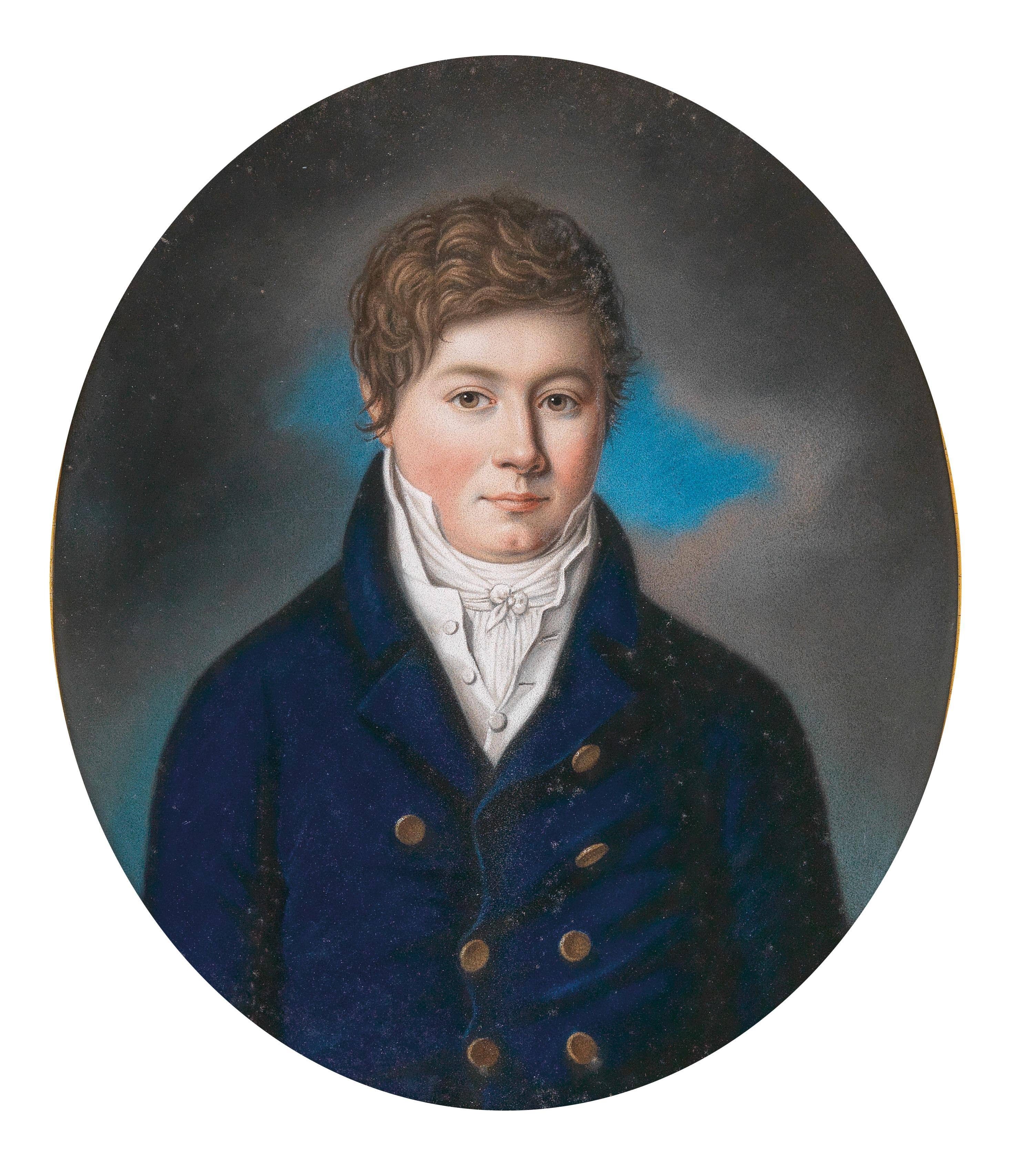
Achilles Bischoff

Achilles Bischoff (* 24. Januar 1795 in Basel; † 29. April 1867 ebenda) war ein Schweizer Politiker.

## Leben
Achilles Bischoff, Sohn eines Kaufmanns, besuchte die Schulen in Basel und ein Institut in Neuenburg. Von 1815 bis 1840 war er Tuchfabrikant in Livorno, Bergamo und Como. Von 1840 bis 1843 war er an der Rheinschifffahrtsgellschaft „Adler des Oberrheins“ beteiligt, 1843 gehörte er zu den Begründern der Giro- und Depositenbank (ab 1845 Bank in Basel), als deren Vizepräsident er 1845–1848 wirkte. Politisch gehörte er dem sogenannten „Juste-Milieu“, der Mittelpartei zwischen den Konservativen und Freisinnigen, an. Von 1840 bis 1850 war er Mitglied des Grossen und von 1847 bis 1850 zudem des Kleinen Rats. 1848 trat er zu den ersten Parlamentswahlen an und vertrat den Kanton Basel-Stadt bis 1852 im Nationalrat, wo er sich vor allem in verkehrs- und handelspolitischen Fragen engagierte. Im Dezember 1852 musste er wegen eines Schlaganfalls alle seine Ämter niederlegen. Im Gundeldingenquartier in Basel ist eine Strasse nach ihm benannt.